# Удальцов, Ефим Григорьевич
Ефим Григорьевич Удальцов (28 сентября 1922, село Воскресеновка, Армянская ССР — 7 декабря 1973, аэропорт Домодедово) — советский лётчик штурмовой авиации Военно-морского флота в Великой Отечественной войне, Герой Советского Союза (6.03.1945). Капитан (10.02.1945).

## Биография
Родился в русской крестьянской семье; окончил неполную среднюю школу и Тбилисский аэроклуб в апреле 1941 года. Работал токарем на заводе в Тбилиси.

### Великая Отечественная война
В Красной армии с мая 1941 года. Окончил Военно-морское авиационное училище имени И. В. Сталина в 1943 году (училище в то время действовало в эвакуации в Куйбышевской области). Участник боёв за освобождение Кавказа, Крыма и Прибалтики.
Участник Великой Отечественной войны с 24 июня 1943 года, воевал лётчиком в составе 1-й авиационной эскадрильи 47-го штурмового авиационного полка (11-я штурмовая авиационная дивизия, Военно-воздушные силы Черноморского флота). Участник наступательного этапа битвы за Кавказ, Керченско-Эльтигенской десантной и Крымской наступательной операций. Ил-2 Удальцова много раз был повреждён в ходе боевых вылетов. В одном из вылетов при выходе из пикирования в козырек брони самолёта Удальцова угодил снаряд. Осколками ранило в правый глаз самого лётчика, кровью залило лицо. Но Удальцов продолжил штурмовку до последнего снаряда. Вместе с группой вернулся на свой аэродром. Он понимал, что неисправный самолёт задержит посадку остальных. И, проявив исключительную выдержку и высокое сознание долга, отошёл в зону ожидания. Когда приземлилась вся группа, Удальцов пошёл на посадку. Левое шасси не выпустилось, но лётчик мастерски приземлился на одно колесо, лишь немного помяв консоль самолёта.
5 октября 1943 года младший лейтенант Е. Г. Удальцов (воздушный стрелок краснофлотец Н. А. Щербаков) при штурмовке плавсредств в порту Феодосия из-за повреждений мотора Ил-2 огнём зенитной артиллерии не дотянул до берега 1 км в районе Анапы. Лётчик произвел посадку на воду. Экипаж был спасён, самолёт затонул.
1 ноября 1943 года Ил-2 младшего лейтенанта Е. Г. Удальцова (воздушный стрелок младший сержант В. И. Брайко) при штурмовке войск и огневых точек противника в районе отметки 56,4 и коммуны «Инициатива» был подбит Bf-109. Лётчик не дотянул до аэродрома, посадку произвёл на фюзеляж в районе станции Гастогаевская. Самолёт разбит, ремонту не подлежит, экипаж невредим.
Член ВКП(б) с 1944 года.
После завершения освобождения Крыма в мае-июне 1944 года 47 шап ВВС ВМФ был передан в состав ВВС Балтийского флота. Там Ефим Удальцов сражался в ходе Выборгско-Петрозаводской, Прибалтийской и Восточно-Прусской наступательных операций.
Участвовал в крупной воздушной операции 16 июля 1944 года по уничтожению в финском порту Котка немецкого крейсера ПВО «Ниобе» (до 1947 года считалось, что потопленный корабль является финским броненосцем береговой обороны «Вяйнямёйнен»). В этом бою он вёл на цель группу из 24 штурмовиков флота. Первым в полку освоил метод топмачтового бомбометания. С ростом боевого опыта и с новыми наградами на груди лётчик рос и в должностях: ещё на Чёрном море стал командиром звена, затем заместителем командира и командиром эскадрильи.
6 октября 1944 года пара Ил-2 производила барражирование без прикрытия истребителей над своими плавсредствами в 15 км северо-восточнее Курессаре. Самолёты были атакованы восьмёркой Fw-190. В результате воздушного боя один самолёт был сбит и экипаж пропал без вести, а штурмовик Е. Г. Удальцова (со штурманом эскадрильи капитаном А. А. Румянцевым) в воздушном бою был повреждён, лётчик совершил вынужденную посадку. Удальцов получил ранение в голову, а штурман — в ноги. Охота за экипажем с воздуха продолжалась и после приземления, Удальцов и Румянцев вынуждены были прятаться под мотором штурмовика. На свою территорию экипаж пробрался ночью и вскоре вернулся в часть.
Заместитель командира эскадрильи 47-го штурмового авиационного полка (11-я штурмовая авиационная дивизия ВВС ВМФ, ВВС Балтийского флота) старший лейтенант Е. Г. Удальцов к концу декабря 1944 года выполнил 105 боевых вылетов, из которых 67 на атаки плавсредств противника. Потопил бомбово-штурмовыми ударами 4 транспорта, 3 сторожевых корабля, 2 тральщика, 5 сторожевых катеров, 2 быстроходные десантные баржи, 1 торпедный катер и 1 катер-буксир, уничтожил 6 танков, 31 автомашину, 18 железнодорожных вагонов, 9 миномётных батарей и подавил 12 зенитных батарей противника.
Указом Президиума Верховного Совета СССР от 6 марта 1945 года «за образцовое выполнение боевых заданий командования на фронте борьбы с немецко-фашистскими захватчиками и проявленные при этом мужество и героизм» старшему лейтенанту Удальцову Ефиму Григорьевичу присвоено звание Героя Советского Союза с вручением ордена Ленина и медали «Золотая Звезда» (№ 7406).
В феврале 1945 года заместитель командира авиационной эскадрильи старший лейтенант Удальцов был переведён с повышением на должность командира авиационной эскадрильи в 8-й гвардейский штурмовой авиационный полк той же дивизии.
Согласно учётно-послужной карточке на Е. Г. Удальцова в ОБД «Память народа», он был зачислен в пропавшие без вести как не вернувшийся из боевого вылета 19 марта 1945 года. Как оказалось, в этот день его самолёт был сбит немецкой авиацией и он попал в плен (Удальцов указан в списках безвозвратных потерь 8-го гвардейского шап и ВВС КБФ как не вернувшийся из боевого вылета в район Пиллау 19 марта 1945 года). Это произошло в 116-м боевом вылете лётчика.
Находился в лагере военнопленных у города Вайден-ин-дер-Оберпфальц в Баварии. С приближением союзных войск 21 апреля с группой офицеров бежал из него и на следующий день встретил наступавшую американскую часть. В мае 1945 года передан советской стороне. С июня по август 1945 года находился на спецпроверке в 12-й запасной стрелковой дивизии, после окончания которой возвращён в свою часть.

### Гражданская авиация
Продолжал службу в 8 гвардейском шап ВВС Балтийского флота, вновь был заместителем командира и командиром эскадрильи. В 1947 году окончил Высшие офицерские курсы Авиации Военно-Морских Сил (Рига).
В мае 1947 года уволен в запас. В 1951 году переехал в Сыктывкар (Коми АССР); работал пилотом в Сыктывкарском авиационном отряде Гражданской авиации на самолётах По-2, Ил-14. С 1960 года — в Тбилиси; работал командиром корабля Ту-104 Тбилисского объединённого авиаотряда Грузинского управления гражданской авиации (Аэрофлот).
Погиб в результате катастрофы управляемого им самолёта Ту-104 при посадке в московском аэропорту Домодедово 7 декабря 1973 года.

### Семья
Жена — Зинаида Николаевна, урожд. Амирова.

Дети: сын; дочь Наталья.

## Награды и звания
- Герой Советского Союза (6 марта 1945);
- орден Ленина (6 марта 1945);
- три ордена Красного Знамени (30.04.1944, 26.06.1944, 28.12.1944);
- орден Отечественной войны I степени (14.02.1944);
- орден «Знак Почёта»[13];
- медали.

## Память
- В 2020 году средней школе села Лермонтово (Лорийская область, Армения) присвоено имя Героя Советского Союза Е. Г. Удальцова.
- В советское время имя Е. Г. Удальцова было присвоено 11-й средней школе города Тбилиси[13].